# Ledebouria insularis
Ledebouria insularis är en sparrisväxtart som beskrevs av Anthony G. Miller. Ledebouria insularis ingår i släktet Ledebouria och familjen sparrisväxter. Inga underarter finns listade i Catalogue of Life.